# Systema Laurinarum
Systema Laurinarum (abreviado Syst. Laur.) es un libro con ilustraciones y descripciones botánicas que fue escrito por el botánico alemán Christian Gottfried Daniel Nees von Esenbeck y publicado en año 1836.